# 日裔巴拉圭人
日裔巴拉圭人，泛指有日裔血統的巴拉圭公民，或是從日本移居巴拉圭的日本人。

## 歷史
1912年，当时即有名為佐幸田兼藏的日本人移民至巴拉圭卡萨多港的单宁工厂务工，在1916年，另一个日本人福岡庄太郎则从北美洲經由阿根廷迁入巴拉圭亚松森，在市內經營花店。
最初，日本人在拉丁美洲主要的移民國家是巴西，但在1934年，巴西頒布政令限制日本、中国等国移民巴西。但當時的巴拉圭總統尤塞比奥·阿亚拉同意日本人移民到巴拉圭，因此，日裔巴西人開始在巴拉圭尋找移住地，在日裔巴西人宮坂国人等人的协助下，日系人在巴拉圭巴拉瓜里省建立拉科尔梅纳镇，並吸引日本農民移民巴拉圭，1936年8月17日，第一批移民從神戶港口乘船抵達阿根廷，再乘河船經由巴拉那河進入巴拉圭，在當地种植蔬菜水果。移民潮直到1941年中止。
第二次世界大战爆发后，巴拉圭于1942年1月28日與日本断交，巴拉圭政府亦派遣軍官監視日僑，管制日僑的資産并禁止他們旅行，1945年一並關閉了日語學校，日僑的生活受到限制。直到1952年為止。
1953年，日本與巴拉圭恢復外交關係，1954年，親日軍官史托斯纳尔发动政变成為巴拉圭總統，並於1959年與日本簽署移民协定，第二批日侨移民开始到巴拉圭南部伊塔普阿省的皮拉波和拉帕斯，以及上巴拉那省的伊瓜苏。
1989年，巴拉圭政府决定无限期延长1959年與日本签署的移民协定的有效期。2011年，为了逃离东北部发生特大地震带来的核辐射灾害，也有一些日本人移民到了巴拉圭。

## 教育和文化

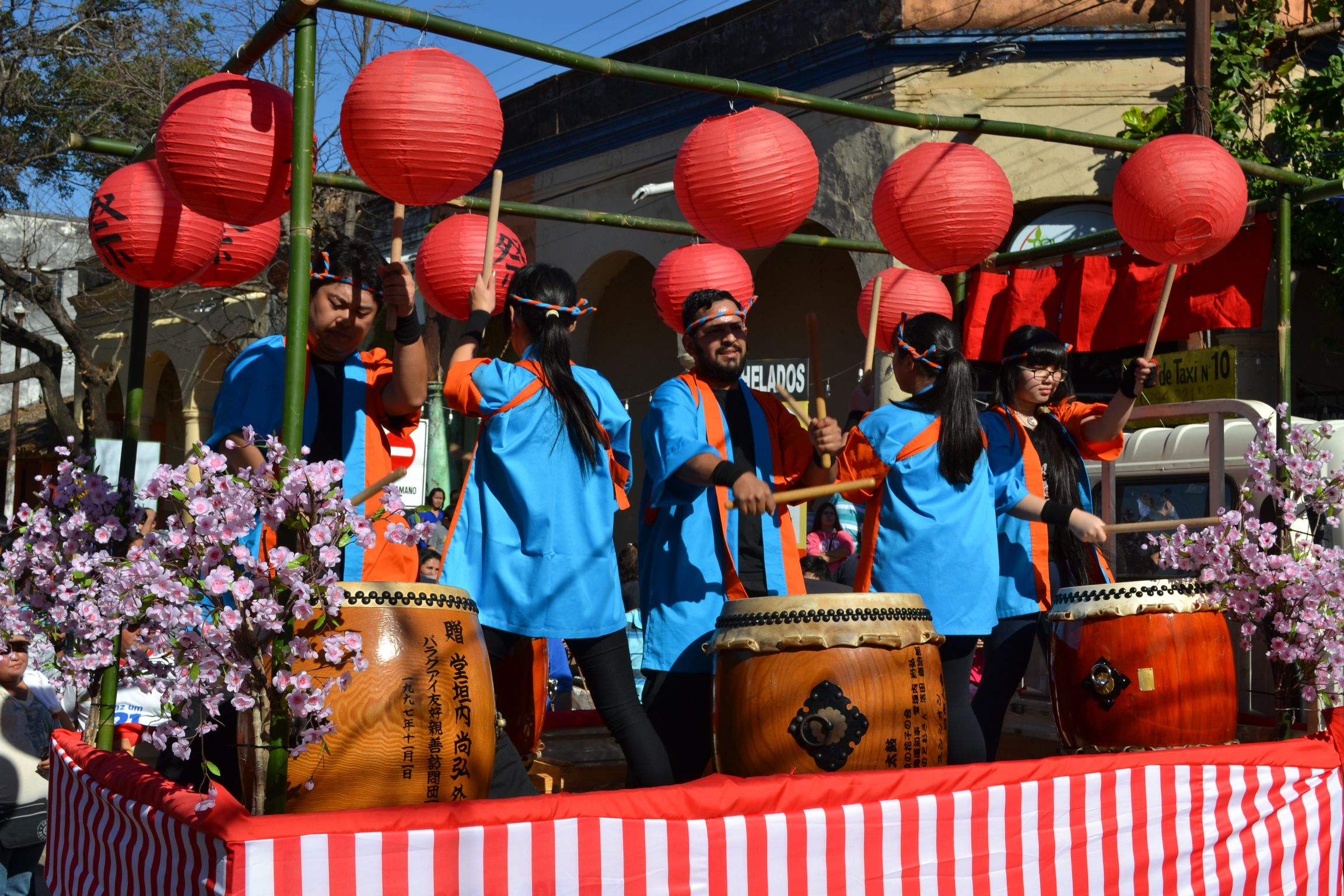
敲击太鼓的日裔巴拉圭人

亚松森、拉科尔梅纳等城市有日本人学校以及为日侨开办的中小学校。另外，日裔巴拉圭人前原弘道在亚松森郊区伊塔仿照日本城堡建造的前原城，也是南美洲第一個日式城堡景点。

## 知名巴拉圭日裔人士
- 岡林洋一（日语：岡林洋一）（棒球球員）
- 松岡喬納森（日语：松岡ジョナタン）（足球球員）
- Terumi Matsuo de Claverol（巴拉圭外交部次長）
- 田岡功（巴拉圭駐日大使）[9][10]
- 豐歲直之（商界人士，巴拉圭駐日大使）[11][12]